# Chad Patton
Chad Patton (n. 5 de mayo de 1976) es un árbitro de lucha libre que trabaja actualmente en la WWE para las dos marcas (RAW y SmackDown) y NXT.

## Carrera

### 1999-2005
Chad Patton firmó con la WWF después de ser recomendado por su amigo, Jack Doan. Después de firmar, estuvo unos días sin trabajar hasta que lo asignaron para trabajar en tiempo completo como árbitro oficial.
Su primera lucha que dirigió fue la de Steve Blackman contra Tiger Ali Singh.
En 2002, la WWF fue cambiada de nombre a "World Wrestling Entertainment", y el plantel se dividió en dos marcas: RAW y SmackDown!. Patton fue asignado árbitro exclusivamente de la marca RAW.
El 8 de agosto de 2005, en un episodio de RAW, el General Mánager de ese momento Eric Bischoff hizo una lucha entre Patton contra Chris Jericho después de que interfiriera con los negocios de Bischoff. Durante la lucha, Jericho le aplicó sus "Walls of Jericho" y Chad Patton se dio por vencido
El 28 de noviembre de 2005, Chad Patton fue golpeado por Daivari por tomar una decisión polémica en una lucha. El 19 de diciembre de 2005, en Tribute to the Troops, Patton dirigió la lucha de Shawn Michaels contra Triple H.

### 2006-presente
El 16 de enero de 2006 en RAW, Patton estuvo presente entre la lucha de Kurt Angle contra Shawn Michaels y durante ésta Daivari entró al ring con una silla de acero y distrajo al árbitro, el ganador de la lucha fue Shawn Michaels. El 10 de abril de 2006, Patton oficializó la lucha por los Campeonatos Mundiales en Pareja entre Big Show & Kane contra Spirit Squad. Cerca del final de la lucha, los miembros de The Spirit Squad, ingresaron con una silla de acero y atacaron a Big Show y Kane, produciendo la descalificación.
Patton estuvo en la marca RAW hasta el año 2008, debido a que actualmente los árbitros pueden estar en ambas marcas (RAW y SmackDown). El 7 de junio de 2010, en un episodio de RAW, Patton fue atacado por The Nexus.
En SmackDown del 6 de abril de 2012 árbitro la lucha de Sheamus vs Alberto del Río. Alberto del Río fingió que Sheamus fingió le dio un silletazo después de esto el referí descalificó a Sheamus provocando la molestia de este recibió un Brogue Kick.
El 6 de abril de 2014 en Wrestlemania XXX arbitró la lucha entre The Undertaker y Brock Lesnar, la cual ganó Lesnar, terminando la racha de invictos en Wrestlemania de The Undertaker (21-1).
Patton fue el segundo árbitro en la lucha de Seth Rollins y Dean Ambrose por el Campeonato Mundial de Peso Pesado de la WWE en el evento Elimination Chamber en 2015, luego de que el árbitro original John Cone quedara inconsciente (kayfabe). En dicha capacidad, Patton realizó un conteo de tres de Ambrose sobre Rollins para darle la victoria y el campeonato al primero. Al retomar la conciencia Cone, sin embargo, decidió revertir la decisión de Patton y descalificar a Rollins y darle la victoria a Ambrose por descalificación, reteniendo Rollins el campeonato.